# Nietzsche et la Philosophie
Ne doit pas être confondu avec Nietzsche (Gilles Deleuze).
Pour les articles homonymes, voir Nietzsche (homonymie).
Nietzsche et la Philosophie est un ouvrage du philosophe français Gilles Deleuze paru en 1962 aux Presses universitaires de France.
Cet essai témoigne du regain d'intérêt pour l'œuvre de Nietzsche à une époque où, d'une part, la phénoménologie (Husserl, Heidegger) et, de l'autre, le marxisme dominent la scène intellectuelle française. Parmi les nombreux thèmes et concepts nietzschéens, Deleuze s'intéresse particulièrement au ressentiment et à la volonté de puissance. Il présente Nietzsche comme l'ennemi de la dialectique hégélienne, opposant à cette dynamique du dépassement, une philosophie vitaliste de l'affirmation.
Comme le remarque notamment Pierre-André Taguieff, et comme le montrent aussi les références en notes de bas de page, Deleuze s’est beaucoup appuyé dans cet essai sur La Volonté de puissance de Nietzsche, mais sans en faire un examen critique, alors que ce texte posthume est une recomposition a posteriori édité de façon malhonnête par sa sœur. Toute l’interprétation de la philosophie de Nietzsche par Deleuze doit donc être comprise à la lumière de cet important biais.
Voir aussi de Gilles Deleuze, son essai Nietzsche (PUF, coll. « Philosophies », 1965).

## Table des matières
- I -- Le tragique
- II -- Actif et réactif
- III -- La critique
- IV -- Du ressentiment à la mauvaise conscience
- V -- Le surhomme, contre la dialectique